# Corning (Iowa)
Corning település az Amerikai Egyesült Államok Iowa államában, Adams megyében. Lakosainak száma 1564 fő (2020. április 1.).

## Népesség
A település népességének változása:

| 2010 | 1 635 |
| 2020 | 1 564 |